# 光速媒體股份
光速媒體股份有限公司，簡稱光速媒體股份，以及光速媒體（英語：Lightspeed Media Corporation），在1999年於美國格蘭岱爾創立，創辦人為史蒂夫．鍾斯（Steve Jones）,，主要提供更多女性色情網絡，以及各種類型。
這家企業在1997年，已被美國在線收購。

## 連結
- Lightspeedgirls.com （页面存档备份，存于）